# Supercoppa Sammarinese 2022
La Supercoppa Sammarinese 2022 è stata la 36ª edizione di tale competizione, che si è disputata allo Stadio comunale di Acquaviva il 30 agosto 2022, alla quale hanno preso parte la vincitrice del Campionato Sammarinese 2021-2022, La Fiorita, e la detentrice della Coppa Titano 2021-2022, Tre Fiori. Il Tre Fiori ha vinto la competizione, conquistando il suo sesto trofeo.

## Le squadre
| Squadre    | Qualificazione                                 | Partecipazioni precedenti (il grassetto indica la vittoria)                  |
| ---------- | ---------------------------------------------- | ---------------------------------------------------------------------------- |
| La Fiorita | Vincitore del Campionato Sammarinese 2021-2022 | 12 (1986, 1987, 1996, 1997, 2007, 2012, 2013, 2014, 2016, 2017, 2018, 2021 ) |
| Tre Fiori  | Vincitrice della Coppa Titano 2021-2022        | 11 (1988, 1991, 1992, 1993, 1995, 1998, 2001, 2007, 2010, 2011, 2019)        |

## Tabellino
| Arbitro: | Antonio Ucini |

|                  |           |                                       |
| Grani 80’ (aut.) | Marcatori | 75’ De Lucia 120’ (rig.) Gjurchinoski |